# Reinhart Fuchs
Reinhart Joachim Simon Fuchs (* 28. September 1934 in Berlin; † 16. Dezember 2017 ebenda) war ein deutscher Schachmeister. Er war auch als Schachjournalist bekannt.

## Leben
Reinhart Fuchs wuchs in Berlin-Wilhelmshagen auf, wo er bis zu seinem Tod lebte. Er besuchte die Fachschule für Finanzen in Gotha. Acht Jahre lang war er Schachprofi, danach arbeitete er als Informatiker im Berliner Kabelwerk Oberspree. Von 1956 an schrieb er über 40 Jahre lang die Schachkolumne in der Berliner Zeitung. Er veröffentlichte von 1976 bis 1991 in der Zeitschrift Schach, bei der er in den 1970er und 1980er Jahren stellvertretender Chefredakteur war. Er schrieb auch für die Jugendzeitschrift Trommel und später für Kaissiber.

## Erfolge

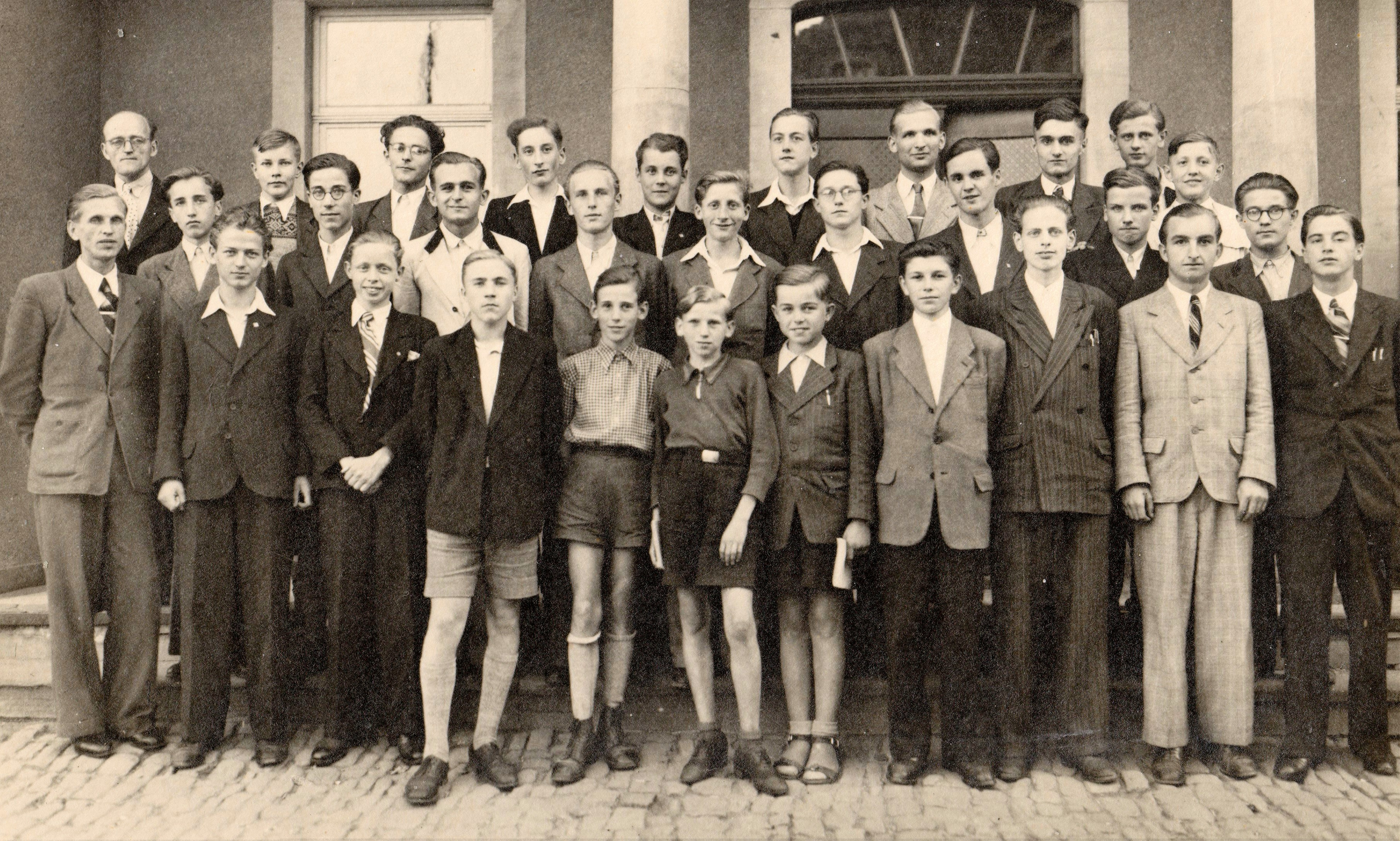
Gruppenbild der Jugendmeisterschaft 1949, Reinhart Fuchs in der ersten Reihe (5. von rechts)

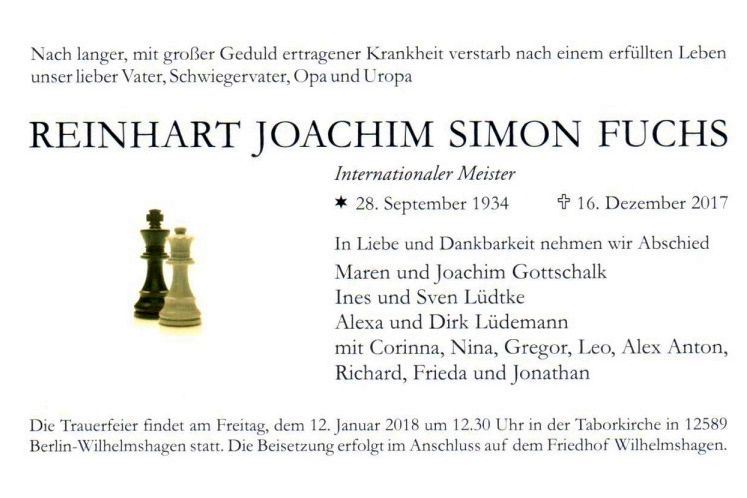
Todesanzeige seiner Familie

Sein erster Verein war der Schachklub Union Oberschöneweide, ab 1953 BSG Motor Oberschöneweide, ab 1956 SC Motor Berlin und ab 1960 TSC Oberschöneweide beziehungsweise TSG Oberschöneweide. Nach der Saison 1998/99 beendete er im TSG Oberschöneweide seine aktive Laufbahn. Zwischendurch spielte er für die AdW Berlin.
Im Jahre 1949 nahm er an der Jugendmeisterschaft der Ostzone in Bad Klosterlausnitz teil, bei der er Platz 7 belegte. Im Jahre 1950 gewann er in Sömmerda die Ost-Meisterschaft U20. 1952 in Sigmaringen wurde er Erster vor Wolfgang Uhlmann bei der gesamtdeutschen U20-Jugendmeisterschaft. Er konnte 1953 in Jena und 1956 in Leipzig zweimal die Einzelmeisterschaft der DDR gewinnen. Im Jahr 1956 hatte er zwei Runden vor Schluss noch 1,5 Punkte Rückstand auf den führenden Werner Breustedt, konnte diese jedoch noch aufholen und gewann die Meisterschaft mit elf Punkten aus 15 Partien. Im Jahre 1959 in Leipzig wurde er Dritter hinter Wolfgang Pietzsch und Werner Golz.
Von 1956 bis 1970 spielte er für die Nationalmannschaft der DDR. Er nahm an sechs Schacholympiaden teil (1956 bis 1966), wobei 1958 in München mit dem sechsten Platz das beste Ergebnis einer DDR-Mannschaft bei Schacholympiaden erreicht wurde. Er spielte außerdem bei der Mannschaftseuropameisterschaft 1970 in Kapfenberg, bei welcher die DDR den dritten Platz erreichte, zwei Studentenweltmeisterschaften (1958 und 1959) sowie verschiedenen Länderkämpfen.
Im Jahre 1962 wurde ihm der Titel Internationaler Meister verliehen. Seine letzte Elo-Zahl im Dezember 2017 betrug 2389, er wurde allerdings als inaktiv geführt, da er seit 1999 keine gewertete Partie mehr gespielt hatte. Bei Einführung der Elo-Zahlen durch die FIDE betrug diese 2430, dies war gleichzeitig Fuchs’ höchste Elo-Zahl. Seine höchste historische Elo-Zahl war 2591 im Oktober 1968. Nach dieser Berechnung lag er damals auf Platz 68 der Weltrangliste.